# Rizal-Park

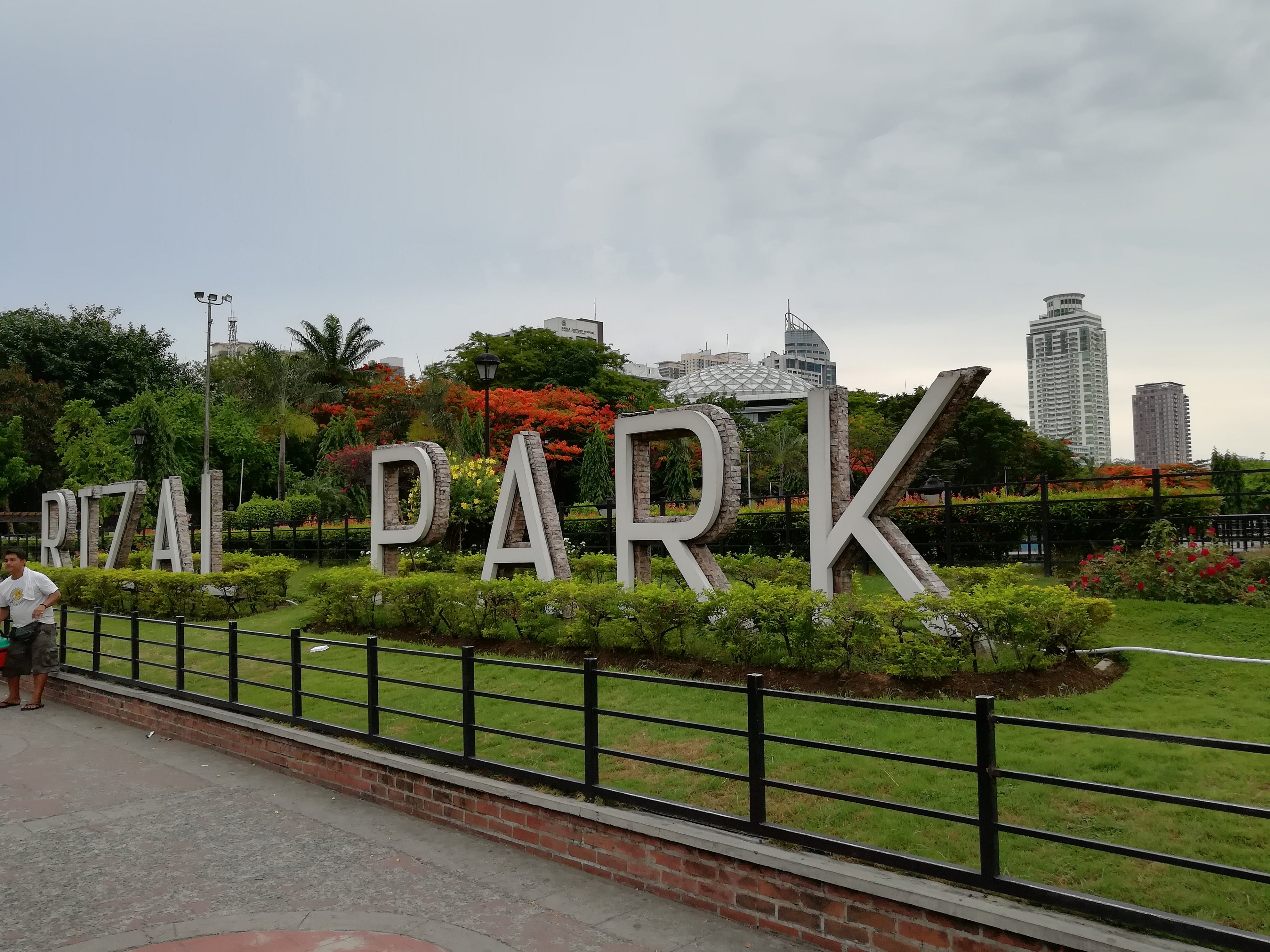
Rizal Park in Manila

Der Rizal-Park (Tagalog Liwasang Rizal, spanisch Parque Rizal) liegt im Herzen der Hauptstadt der Philippinen, Manila. Er ist auch bekannt unter den Namen Luneta und Bagumbayan. Der Park befindet sich südlich der Stadtfestung Intramuros am nördlichen Ende des Roxas Boulevards und erstreckt sich von der Bucht von Manila bis zur Taft-Avenue. Er ist der größte Park in Manila, hat eine große historische Bedeutung für die junge Nation der Philippinen und ist ein Hauptanziehungspunkt für erholungssuchende Einheimische und Touristen. 

## Geschichte des Parks
Auf dem Gelände des Parks befand sich im Mittelalter die Tagalog-Siedlung Bagumbayan, was auf Tagalog Neue Stadt bedeutet und war bis 1762 ein Barrio von Manila. Bei der britischen Invasion der Philippinen wurde der Barrio in der Schlacht von Manila komplett zerstört. Der Barrio wurde nur teilweise wiederaufgebaut und ist heute in den Stadtteil Ermita integriert. Ab 1820 ließen die spanischen Behörden den sumpfigen Untergrund trockenlegen und den Paseo de Luneta errichten. Es entstand eine Promenade die ca. 300 Meter lang und 100 Meter breit war. An ihrem östlichen Ende befand sich ein Platz auf dem die spanischen Behörden philippinische Widerstandskämpfer und Patrioten hinrichten ließen. Zwischen 1823 und 1897 wurden 158 Hinrichtungen durchgeführt. Zu den bekanntesten zählen die Hinrichtungen der Priester Mariano Gómez, Jose Burgos, Jacinto Zamora, die als GOMBURZA in die Geschichte der Philippinen eingingen, am 17. Februar 1872, und der Hinrichtung des Nationalhelden und Dichters José Rizal am 30. Dezember 1896. Auf diesem Platz steht heute das Rizal-Monument, das eine nationale Gedenkstätte ist. 
1902 wurde der heutige Park vom amerikanischen Stadtplaner Daniel Burnham entworfen. Am 30. Dezember 1913, 17 Jahre nach Rizals Tod, wurde der Park offiziell eingeweiht und nach Jose Rizal benannt. Seither wurden die philippinische Unabhängigkeitserklärung am 4. Juli 1946 und die Beendigung der Marcos-Diktatur 1986 infolge der EDSA-Revolution durch Corazon Aquino vor dem Rizal-Monument proklamiert.

## Einrichtungen im Park
Der Park ist in mehrere Sektoren aufgeteilt. Die zentrale Achse bildet die linie vom Rizal-Monument zum Lapu-Lapu-Denkmal. 
Im Park wurde ein chinesischer und ein japanischer Garten angelegt. Weitere Attraktionen sind:
- Kilometer Zero-Obelisk auf dem die Entfernungen zu den wichtigsten philippinischen Städte notiert sind
- Lapu-Lapu-Denkmal (Statue of the Sentinel of Freedom) einem der bedeutendsten Nationalhelden
- Manila Ocean Park, an der Manilabucht gelegen, ist ein Ozeaneum
- Orchidarium and Butterfly Pavilion, ist ein ca. ein Hektar großer Teil des Parks, in dem ein Stück Regenwald nachgebildet wurde
- das Manila Planetarium
- Relief map of the Philippines, ist eine maßstabsgetreue Wiedergabe der Inselwelt der Philippinen

## Einrichtungen um den Park
Um den Park befinden sich bedeutende Bildungseinrichtungen und Regierungsgebäude, diese sind:
- Nationalmuseum der Philippinen
- Nationalbibliothek der Philippinen
- Museum des Filipino-Volkes
- Das Departement des Tourismus

## Galerie

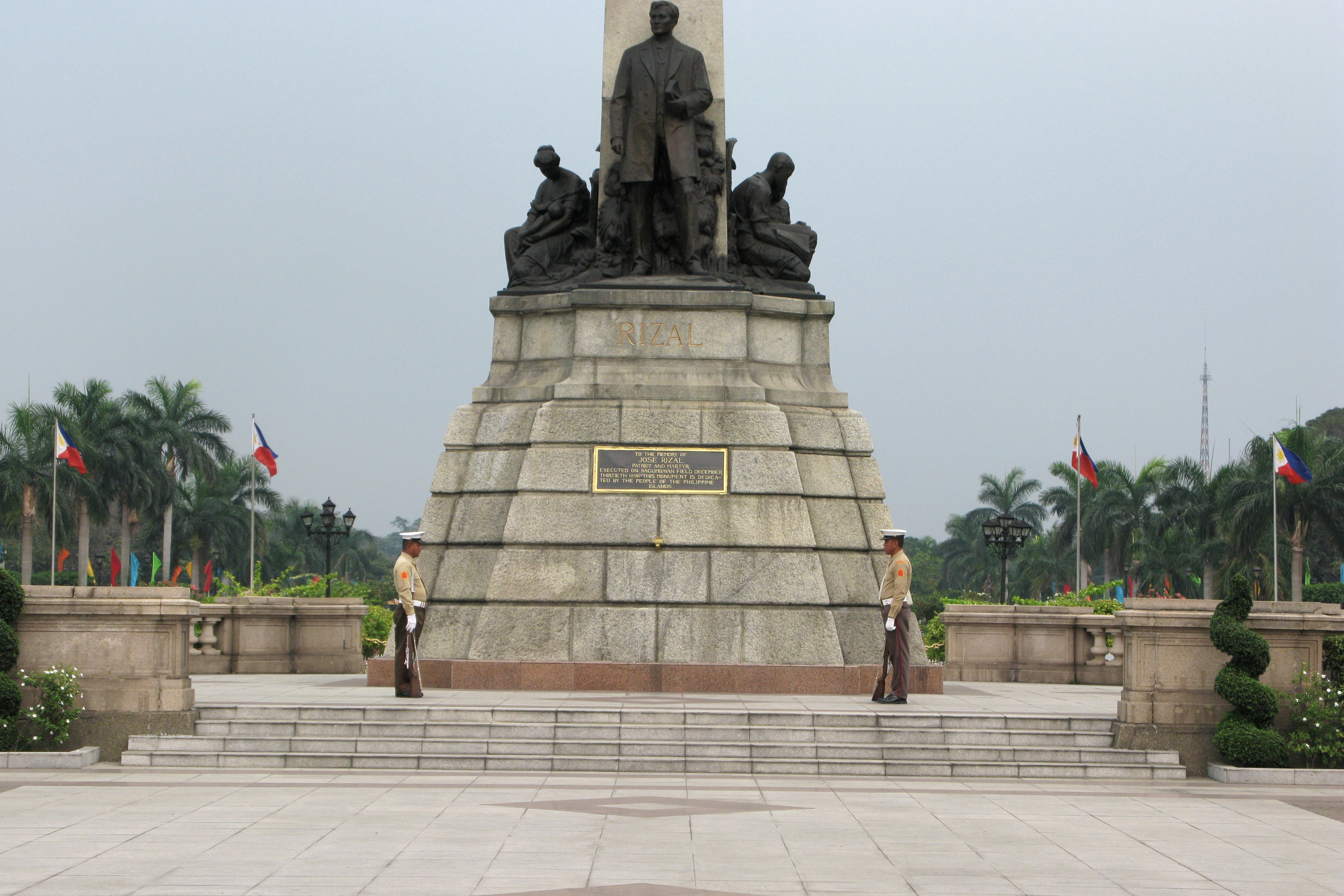
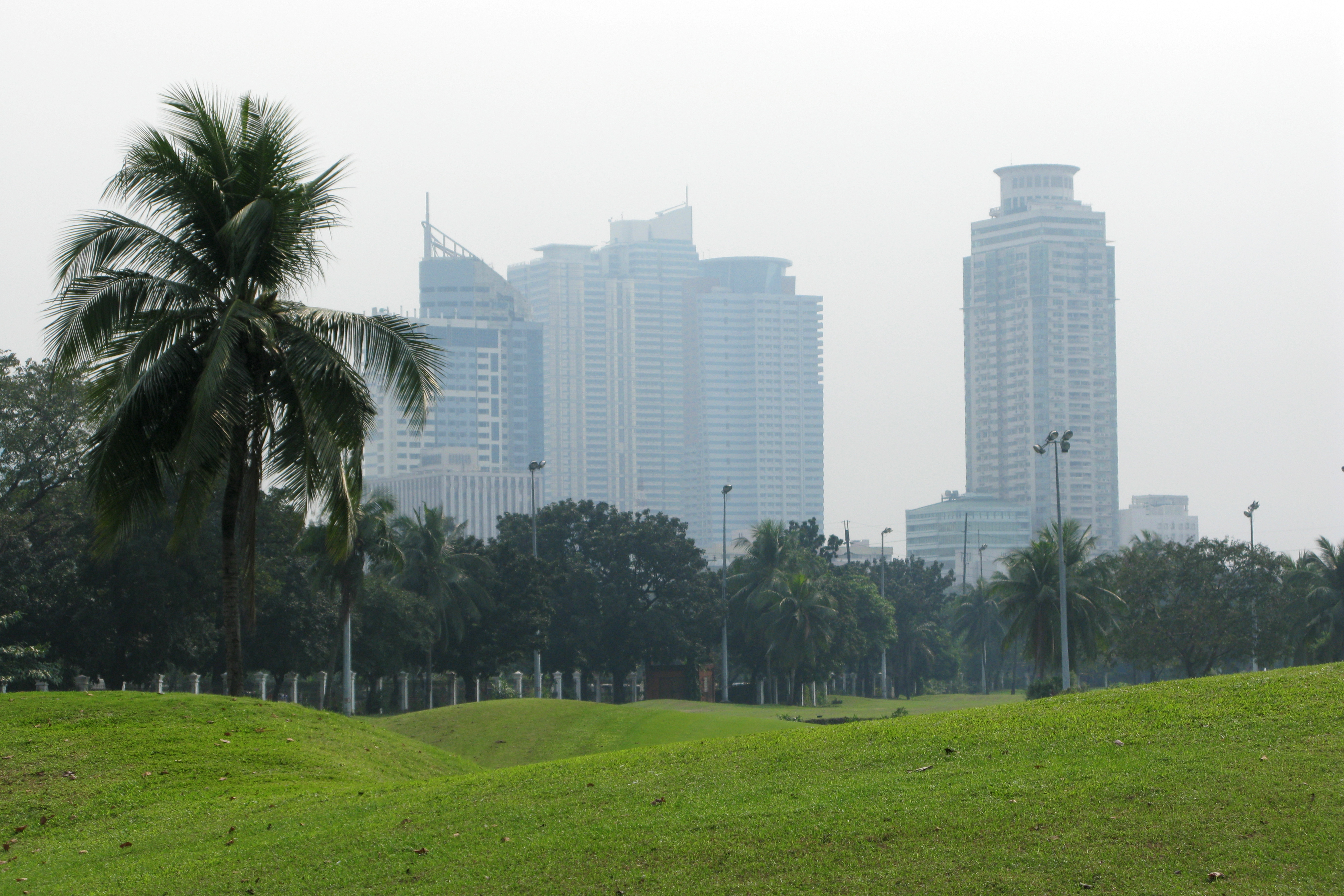
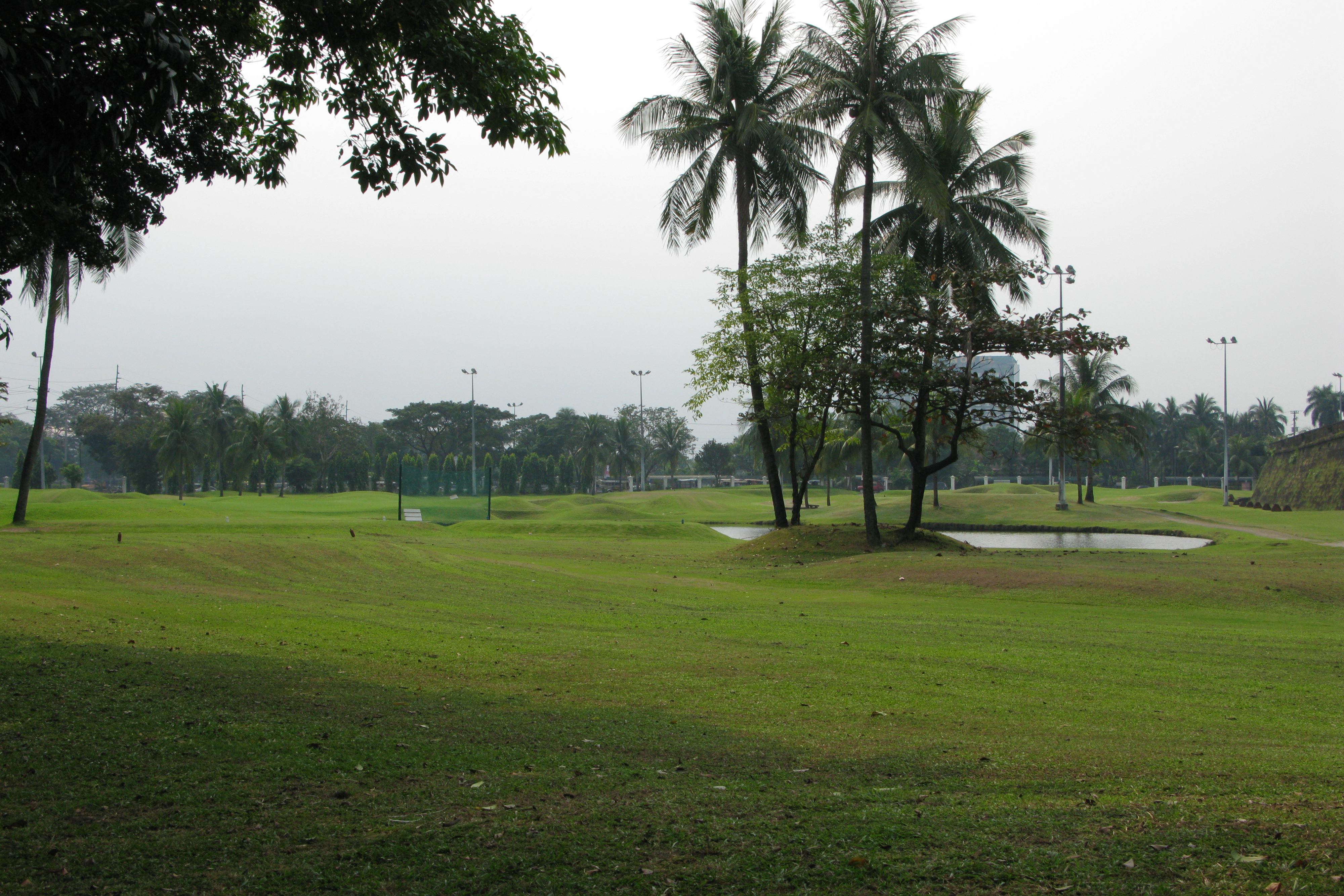
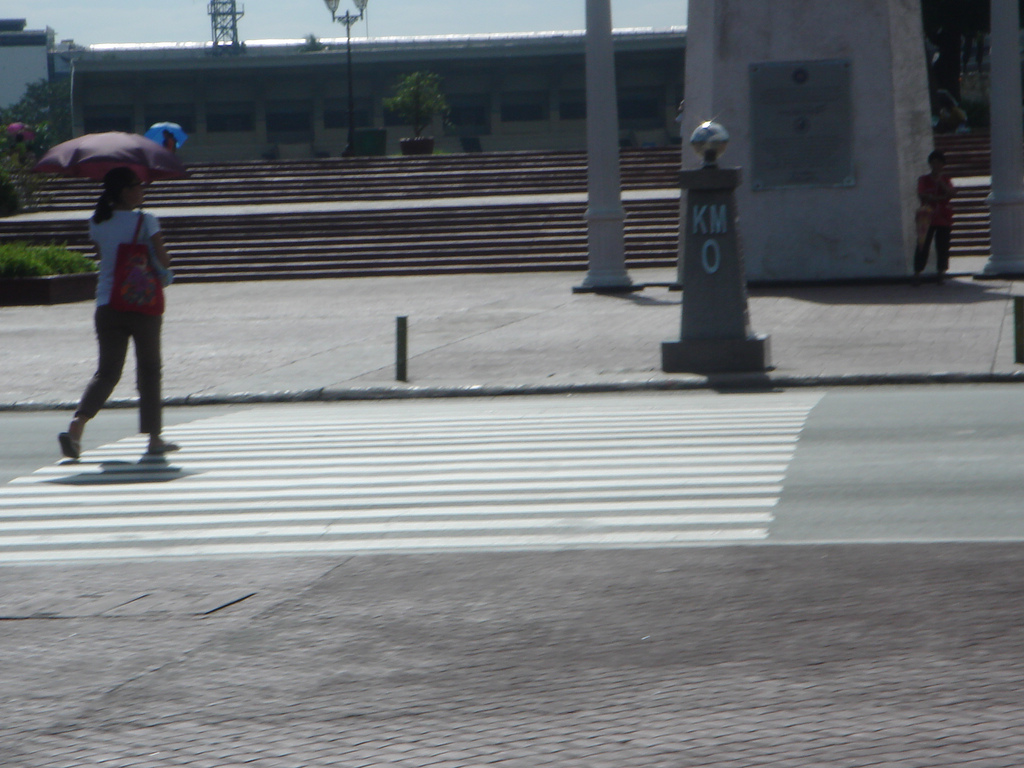
Der Kilometer Zero
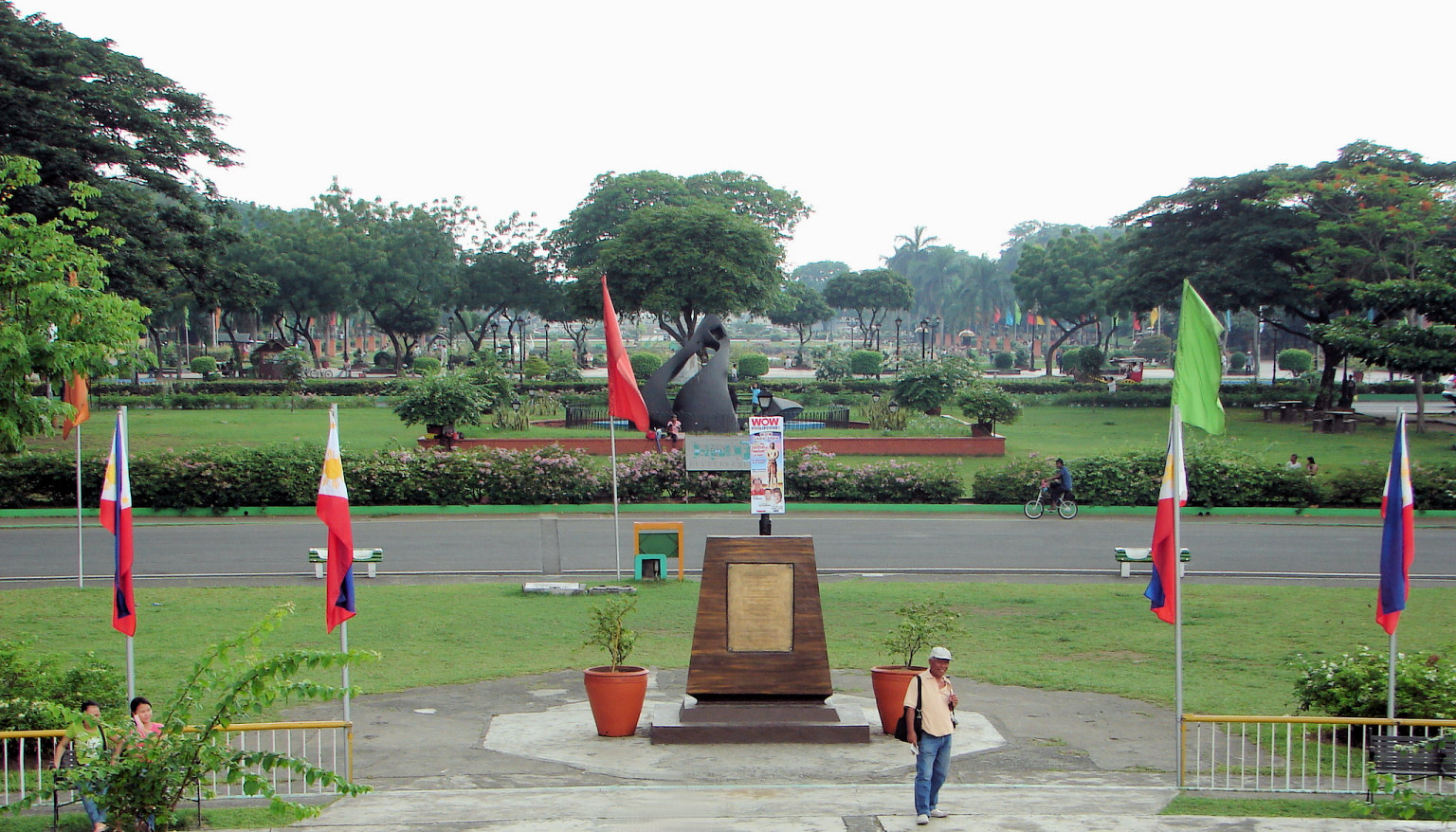
Der Rizal-Park
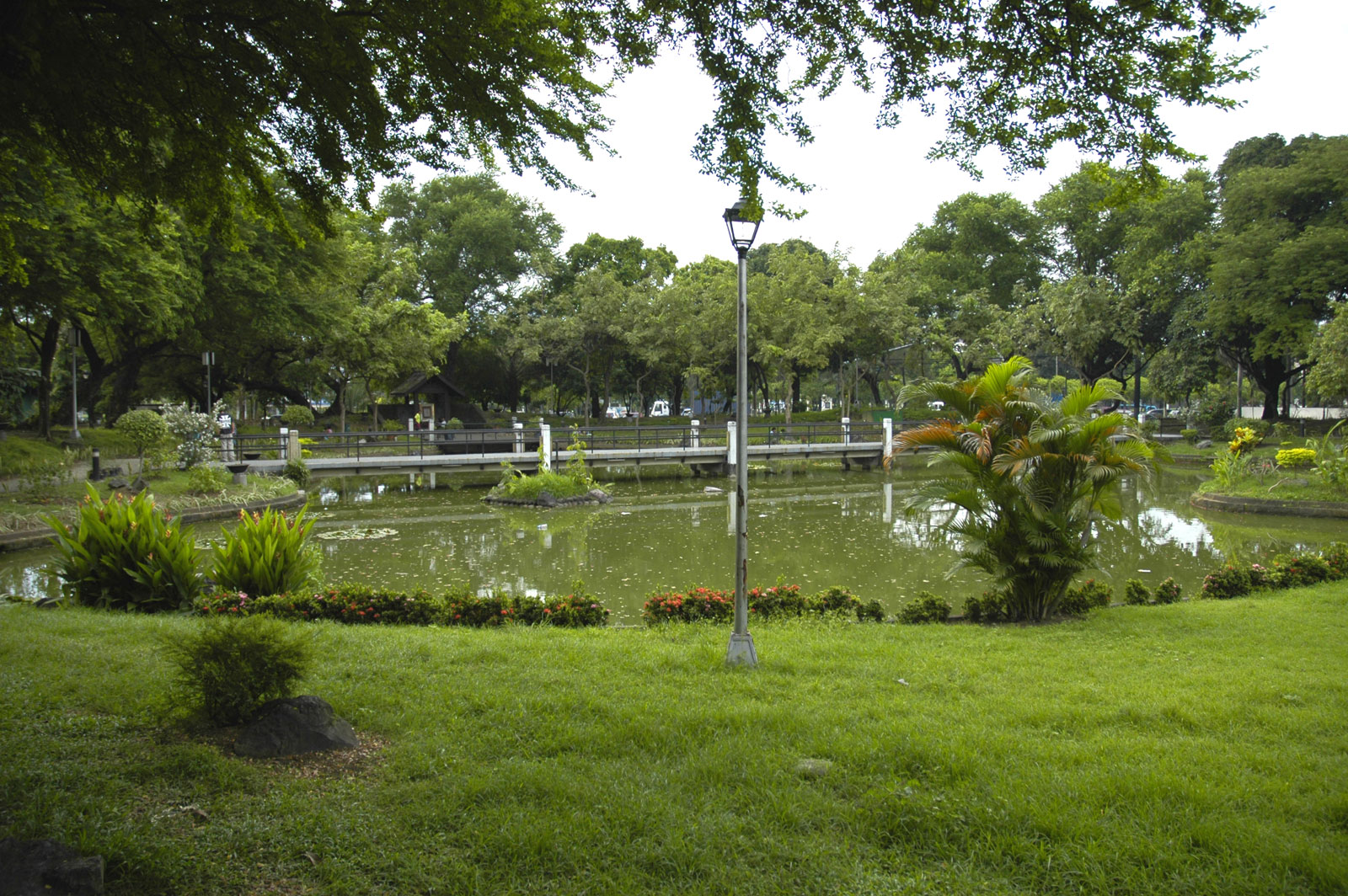
Der japanische Garten